# Besely
 (octobre 2022).
Si vous disposez d'ouvrages ou d'articles de référence ou si vous connaissez des sites web de qualité traitant du thème abordé ici, merci de compléter l'article en donnant les références utiles à sa vérifiabilité et en les liant à la section « Notes et références ».
Besely est un village malgache situé à 40 kilomètres de Mahajanga. Il abrite sur le Campus de Besely piloté par l'association Écoles du monde fondée par Charles Gassot, l'Observatoire de Besely, le premier observatoire astronomique robotisé de Madagascar, d'après lequel est nommé l'astéroïde (40201) Besely.